# Piede di Corvo (condottiero)
Piede di Corvo (o Zampa di Corvo - Crow Foot in inglese) (Dakota del Sud, 1876 – Fort Yates, 15 dicembre 1890) è stato un condottiero nativo americano.
Era il figlio del capo indiano Sioux Hunkpapa Toro Seduto. Aveva due sorelle di nome Santa  Alzata (Standing Holy) e Alloggiata (Lodge), e quattro fratelli, che si chiamavano Henry, Piccolo Soldato (Little Soldier), Scont Rosso (Red Scont) e Theodore. Non è stato accertato chi fosse la madre, dato che Toro Seduto ebbe due mogli, Vista Dalla Sua Nazione (Seen By Her Nation) e Quattro Toghe (Four Robes).
Piede di Corvo partecipò, con il padre, alla resa di Fort Buford, nel 1881. Venne ucciso, insieme al padre, il 15 dicembre 1890, da un gruppo della Polizia Indiana a Fort Yates.